# Ahmed Rashed (cầu thủ bóng đá UAE)
Ahmed Rashed Sultan Al-Khabail Al-Mehrzi (tiếng Ả Rập:أحمد راشد) (sinh ngày 19 tháng 1 năm 1997) là một cầu thủ bóng đá người Các Tiểu vương quốc Ả Rập Thống nhất. Hiện tại anh thi đấu như một hậu vệ trái cho Al-Wahda.